# Cungrea (okręg Ardżesz)
Cungra – wieś w Rumunii, w okręgu Ardżesz, w gminie Ciomăgești. W 2011 roku liczyła 212 mieszkańców.